# Нагиев, Тофик Муртуза оглы
Нагиев Тофик Муртуза оглы (азерб. Nağıyev Tofiq Murtuza oğlu; род. 4 марта 1941 года, Баку, Азербайджанская ССР, СССР) — советский азербайджанский учёный в области физической химии, доктор химических наук, академик, вице-президент Национальной академии наук Азербайджана.

## Биография
Тофик Нагиев родился 4 марта 1941 года в Баку в семье химика-технолога Нагиева Муртузы Фатулла оглы (с 1952 года — академика АН АзССР). В 1964 году окончил химический факультет Азербайджанского государственного университета по специальности «Физическая химия».
Пройдя обучение в 1964-65 годы в очной аспирантуре Института нефтехимических процессов АН Азербайджанской ССР, в 1965-66 годы в заочной (Институт теоретических проблем химической технологии АН Азербайджанской ССР — ИТПХТ), обобщив результаты исследований, в 1967 году защитил кандидатскую, в 1973 году — докторскую диссертацию. Защита докторской диссертации состоялась в Институте нефтехимического синтеза им. А. В. Топчиева АН СССР (Москва). 
В 1974 году присуждена ученая степень доктора химических наук, в 1976 году — учёное звание профессора.
В 1989 году избран членом-корреспондентом АН Азербайджанской ССР, в 2001 году — академиком Национальной академии наук Азербайджана. 
Занимал в течение ряда лет разные должности (старшего инженера лаборатории, младшего, затем старшего научного сотрудника) в созданном по инициативе его отца — М. Ф. Нагиева ИТПХТ АН АзССР. С 1969 по 2013 год руководил лабораторией «Моделирование монооксигеназных реакций» этого института. С 2002 года работал в Институте химических проблем Азербайджана. 
С 2014 года является руководителем отдела «Когерентно-синхронизированных реакций окисления» Института катализа и неорганической химии Азербайджана.  . 
В 1994-96 годы являлся председателем Экспертного совета по химии Высшей Аттестационной Комиссии (ВАК) Азербайджана. С 2001 года — член Президиума ВАК при Президенте Азербайджана.
С 2007 года член президиума, с 2013 года вице-президент Национальной академии наук Азербайджана.
Заведующий отделом «Когерентно-синхронизированных реакций окисления» Института катализа и неорганической химии НАНА, вице-президент НАНА. 
Т. М. Нагиев был одним из активных организаторов Бакинского международного гуманитарного форума» (4-5 октября). Он и Рудольф Маркус (лауреат Нобелевской премии по химии, 1992) были модераторами cессии «Контуры будущего: конвергенция наук, управление и развитие». 
Член Президиума НАНА, бюро комиссии по терминологии при президиуме НАНА, редакционно-издательского совета НАНА, редколлегии «Азербайджанского химического журнала», журнала «Доклады Азербайджанской Академии наук», редакционного совета культурологического журнала «Симург». Куратор по составлению и подготовке к изданию Азербайджанской Энциклопедии нефти и газа.
Т. М. Нагиев также занимается педагогической, научно-организационной, гуманитарной, общественной деятельностью.
Является профессором кафедры «Физическая и коллоидная химия» Бакинского государственного университета. Читает курс лекций по физической химии в магистратуре данного университета. 
При чтении специального курса для студентов 4-5 курсов химического факультета МГУ им. М. В. Ломоносова были использованы результаты его научных исследований по окислительной фиксации азота пероксидом водорода. 
Под его научным руководством выполнены и защищены более 20 диссертаций на соискание учёных степеней докторов философии по химическим наукам (PhD).
В 2004 году назначен ответственным секретарём редакционного совета Азербайджанской национальной энциклопедии и директором Научного центра «Азербайджанская национальная энциклопедия» НАНА. Под его руководством коллективом Центра был выпущен специальный том энциклопедии «Азербайджан». К началу 2017 года выпущено 7 томов из намеченного к созданию полного объёма (20 томов) энциклопедии.
В 2003 году был избран членом президиума Федерации баскетбола Азербайджана.

### Международное сотрудничество
Уже в молодые годы началось его общение с учёными мировых научных центров, сначала как стажёра (Французский Институт Нефти, г. Рюель-Малмезон, 1970—1971 гг.), затем как доктора химических наук. Его статья «Сопряжённая дегидрогенизация углеводородов», первая в зарубежном издании, опубликована в ежегоднике Американского химического общества «Advances in Chemistry. Series-133» (г. Вашингтон, США, 1974 г.). 
- В 1974-75 годы был в научных командировках в Англии по программе обмена учёными между АН ССР и Королевским обществом Англии.

- Япония, в рамках Соглашения об обмене учёными между АН СССР и JSPS, 1980 г.) и уже как признанный мировым научным сообществом специалист, проводивший совместные исследования с зарубежными учёными (США, Вирджинский университет Содружества, 1987 г.;
- Швеция, г. Лунд, Химический Центр Лундского Университета, 1989—1990 гг.;
- США, Вирджинский Университет Содружества, в качестве приглашённого профессора в рамках Соглашения о научном сотрудничестве между АН СССР и Национальной Академии наук США, 1990—1991 гг.), а также выступая с докладами на многочисленных международных симпозиумах и конференциях, таких известных как, CHISA (Чехословакия, 1987—2012 гг.;
- Biosistem-III, г. Вирджиния, США, 1991 г.;
- IUPAC, Женева, Швейцария, 1997 г.;
- Берлин, Германия, 1999 г.; конференциях по «Зелёной химии» (Дрезден, Германия 2006 г. и Канада, г. Кингстон), в рамки которой идеально вписываются исследованные Т. М. экологически чистые процессы с использованием пероксида водорода; Бангкок, Таиланд, 2007 г.;
- «EUROPA CAT», г. Турку, Финляндия, 2009 г.; «CAFC 10», г. Турку, Финляндия, 2013 г.;
- г. Саламанка, Испания, 2009 г.; «APCAT», Сингапур, 2006 г.;
- Франция, «EUROPACAT XI», Lion; ESOC 2013, Marseille, 2013 г.;
- Конференции в Турции, Китае, Италии и многих-многих других странах.

## Научно-организационная работа
Является организатором и активным участником многих международных симпозиумов, конгрессов, конференций и совещаний, проведённых во многих странах мира. 
На международном конгрессе по химической технологии «CHISA» (Чешская Республика, г. Прага, 1975) являлся членом организационного комитета. 
Являлся членом оргкомитета конференции «Моделирование и оптимизация химических процессов и успехи физической химии», посвящённой памяти академика М. Ф. Нагиева (г. Баку, 1976). 
В 1994—2005 годы неоднократно входил в состав оргкомитета Бакинской международной Мамедалиевской конференции. Являлся председателем секции «Катализ в нефтепереработке и нефтехимии» этой конференции. 
В 2005 году являлся членом оргкомитета III Международной научной конференции «Тонкий органический синтез и катализ», посвящённой 85-летию АГНА (г. Баку). 
На заседании конгресса «EUROPA CAT IX» (2009 г., Испания, Саламанка) являлся сопредседателем секции. 
В 2010 году входил в состав Международного программного комитета Азербайджано-Российского симпозиума с международным участием «Катализ в решении проблем нефтехимии и нефтепереработки» (г. Баку).

## Монографии

### «Химическое сопряжение» (1989)
Результаты исследований, проведённых Т. М. Нагиевым, опубликованы в более чем 400 трудах, среди которых 3 монографии. В 1989 г. Московским академическим издательством «Наука» издана монография «Химическое сопряжение» — первая в Советском Союзе, целиком посвящённая сопряжённым процессам. Книга ценна не только для химиков, но и для специалистов смежных областей, так как сопряжённые реакции окисления в мягких условиях составляют основу биохимических реакций окисления. Она посвящена разработке химических систем, максимально приближённых к условиям, реализуемым в живых системах, что означает переход химии (особенно катализа) на более высокую ступень эволюционного развития.

### «Взаимодействие синхронных реакций в химии и биологии» (2001)
Т. М. сформулировал условие когерентности синхронно протекающих реакций и на основе химической интерференции предложил подход к качественной и количественной оценке межреакционного взаимодействия и к проведению химического анализа сложных реакций. Эти вопросы обобщены им в монографии «Взаимодействие синхронных реакций в химии и биологии», изданной в г. Баку издательством «Элм» в 2001 г.

### «Coherent Synchronized Oxidation Reactions by Hydrogen Peroxide» (2007)
Созданию общей концепции, согласно которой устанавливается состояние когерентности между двумя синхронно протекающими реакциями посвящён обобщающий труд «Coherent Synchronized Oxidation Reactions by Hydrogen Peroxide», изданный в 2007 г. известным издательством «Elsevier» (Амстердам, Голландия) на английском языке. Здесь освещён факт рождения новой области знания — биомиметической каталитической химии, занимающей промежуточное положение между ферментным и химическим катализом и позволяющей создавать модели катализаторов. Т. М. Нагиев имеет свыше 40 авторских сведельств и патентов. Он является соавтором-составителем книг о М. Ф. Нагиеве: Академик Муртуза Нагиев. Баку, «Элм», 2003, 218 с.; Академик Муртуза Нагиев. Линия жизни — поиск «философского камня». Баку, Академия наук, 2008, 640 с.

## Основные труды
Автор макрокинетической теории когерентно-синхронизированных химических и биохимических реакций, исследований в области имитационного катализа, разработки и синтеза биоимитаторов — новых гетерогенных катализаторов, моделирующих отдельные функции ферментов.
- Т. М. Нагиев. Химическое сопряжение. Москва, «Наука», 1989, 216 с.
- Т. М. Нагиев. Имитационное моделирование ферментивного катализа. // Журн. физ. хим. 1996. Т.70. № 6. С. 967—976.
- Т. М. Нагиев. О сопряжении химических реакций. //Журн. физ. химии. 2000. Т.74. № 11. С. 2034—2042.
- Т. М. Нагиев. Взаимодействие синхронных реакций в химии и биологии. Баку, «Элм», 2001. 404 с.
- Tofik M. Nagiev. Coherent Synchronized Oxidation Reactions by Hydrogen Peroxide. Amsterdam, «Elsevier», 2007. 337 p.
- T.M. Nagiev. Physicochemical Peculiarities of Iron Porphirin-Containing Electrodes in Calalase- and Peroxidase Type Biomimetic Sensors. In: Biomimetic Based Applications. Edited by Anne George. Published by Intech. Janeza Trdine 9, 51000 Rijeka, Croatia. Copyright 2011 InTech. INTECH Open access Publisher. Chapter 4. P. 105—122.
- T.M. Nagiev. Coherent Synchronized Reactions of Substrate Oxidation by Hydrogen Peroxide. NICE. Nature Inspires Chemistry Engineering. International Conference on Bioinspired and Biobased Chemistry and Materials. Nice, France. October 3-5 2012. Session B-IV (Sale de Actes). OR B-25.
- Т. М. Нагиев. Сопряженные реакции в контексте СОВРЕМЕННЫХ ИДЕЙ. Баку, 2020. 208 с. ISBN 978-9952-441-48-2

## Награды и премии
- Юбилейная медаль «За доблестный труд» (1970)
- Почётная грамота Центральный Комитет Всесоюзного Ленинского Коммунистического Союза Молодёжи; Почётная грамота Центральный Комитет Ленинского Коммунистического Союза Молодёжи Азербайджана (1974)
- Почётная грамота Центрального Комитета Коммунистической Партии Советского Союза, Совета Министров СССР, Всесоюзного Центрального Совета Профессиональных Союзов и Центрального Комитета Всесоюзного Ленинского Коммунистического Союза Молодёжи в честь 70-летия Великой Октябрьской Социалистической революции (1987)
- Орден «Слава» (14 февраля 2004, за заслуги в развитии азербайджанской науки)[12][13]
- Государственная премия Азербайджанской Республики в области науки (27 мая 2014, за монографию «Реакции когерент-синхронизированного окисления пероксидом водорода» (на английском языке, Амстердам)[14]
- Орден «Честь» (5 марта 2021, за большие заслуги в развитии науки в Азербайджанской Республике)[15]